# Nong Bua Lam Phu (tỉnh)
Nong Bua Lam Phu (tiếng Thái: หนองบัวลำภู, RTGS: Nong Bua Lam Phu, phát âm [nɔ̌ːŋ būa̯ lām pʰūː]) là một tỉnh thuộc vùng Isan của Thái Lan. Các tỉnh giáp giới (từ phía bắc theo chiều kim đồng hồ): Udon Thani, Khon Kaen và Loei.

## Địa lý
Nong Bua Lam Phu nằm ở trung tâm của cao nguyên Khorat.

## Lịch sử
Trong thời kỳ tồn tại của vương quốc Lào Lan Xang, Nong Bua Lam Phu theo truyền thống được giao cho các thái tử cai quản. Năm 1827, vua Chao Anouvong xứ Viêng Chăn đã chỉ định Phagna Narin là thống đốc của khu vực này, một khu vực nổi tiếng là nơi mà vua Naresuan của Xiêm trong thế kỷ 16 đã đến để tìm hiểu kết quả của một cuộc chiến tranh giữa Lào và Miến Điện trong khu vực Viêng Chăn. Nong Bua Lam Phu trong thời gian dài đã là một thành trì của Lào, và là nơi sinh của người vợ chính của Chao Siribunyasan, vua độc lập cuối cùng của Viêng Chăn.
Dưới sự cai trị của Thái Lan, ban đầu tỉnh gồm năm huyện (Amphoe) thuộc tỉnh Udon Thani. Trong năm 1993, tỉnh Udon đã được tách và tỉnh Nong Bua Lamphu được thiết lập. Đây là một trong ba tỉnh trẻ nhất của Thái Lan, cùng với Amnat Charoen và Sa Kaeo.